# غريغ ريتشموند
غريغ ريتشموند (بالإنجليزية: Greg Richmond)‏ هو لاعب كرة قدم أمريكية أمريكي، ولد في 15 يوليو 1981 في أوكلاهوما سيتي في الولايات المتحدة.